# Ambaixada de Luxemburg al Regne Unit
L'Ambaixada de Luxemburg al Regne Unit està situada al barri de Belgravia de Londres i és la missió diplomàtica de Luxemburg al Regne Unit. Va ser la seu del Govern luxemburguès a l'exili durant la Segona Guerra Mundial. L'actual titular de la missió diplomàtica és Patrick Jean-Marie Engelberg.

## Galeria

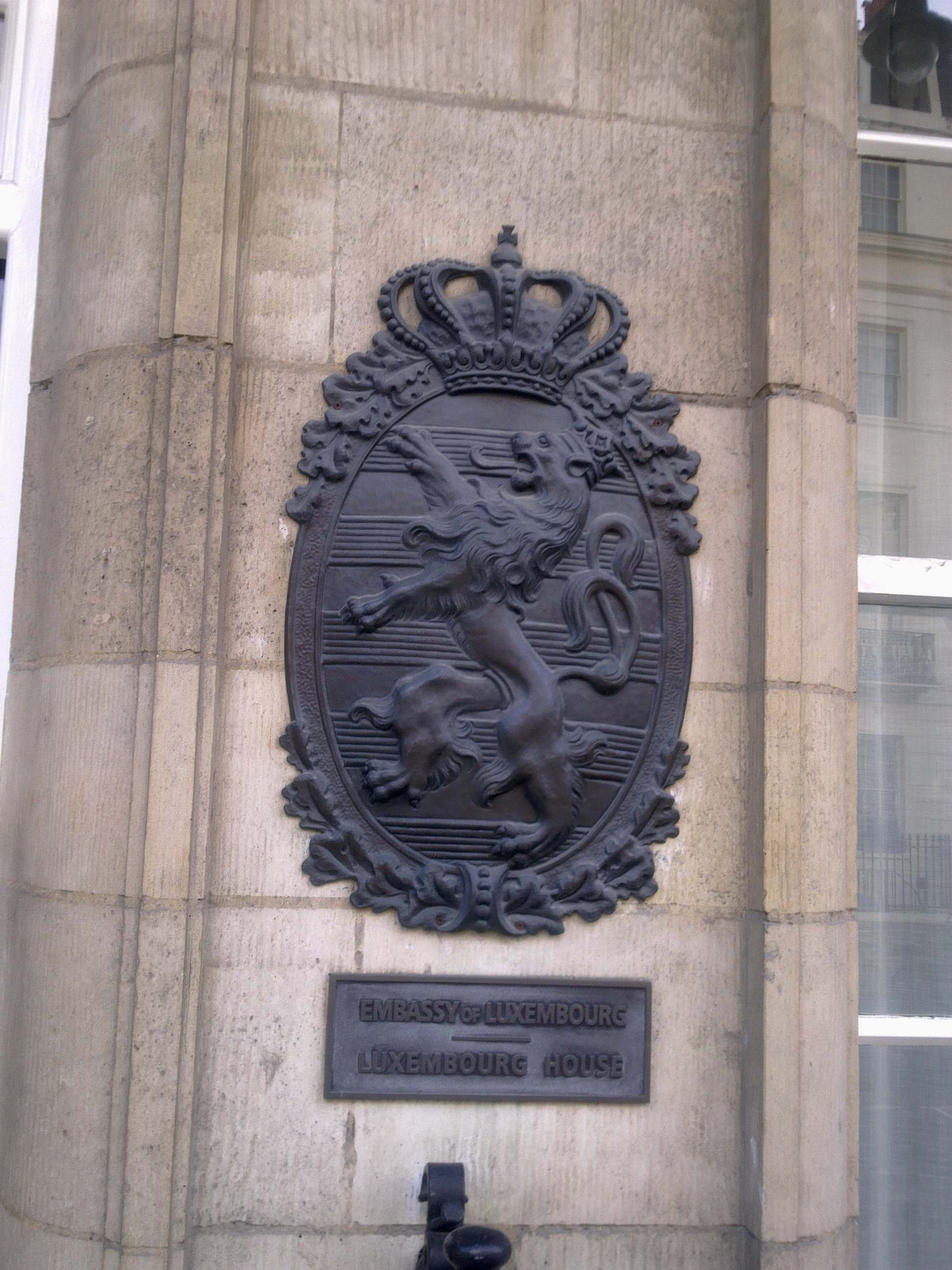
Placa fora l'ambaixada amb l'escut de Luxemburg, versió reduïda
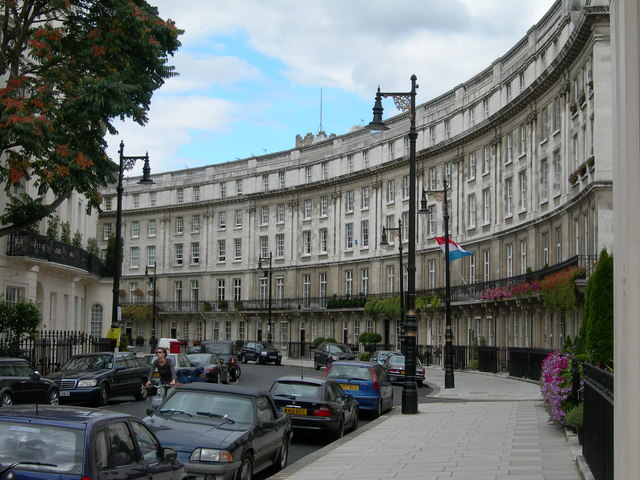
L'ambaixada des de Belgrave Square